# Блотниця-Стшелецька
Блотниця-Стшелецька (пол. Błotnica Strzelecka) — село в Польщі, у гміні Стшельці-Опольські Стшелецького повіту Опольського воєводства.
Населення — 1008 осіб (2011).

## Демографія
Демографічна структура станом на 31 березня 2011 року:
|          | Загалом | Допрацездатний вік | Працездатний вік | Постпрацездатний вік |
| -------- | ------- | ------------------ | ---------------- | -------------------- |
| Чоловіки | 490     | 79                 | 365              | 46                   |
| Жінки    | 518     | 82                 | 326              | 110                  |
| Разом    | 1008    | 161                | 691              | 156                  |